# 틸라 로링

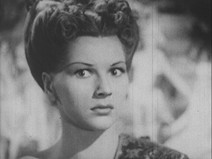

틸라 로링(Teala Loring, 1922년 10월 6일 ~ 2007년 1월 28일)은 미국의 배우, 영화배우, 연극 배우이다.
덴버에서 태어났으며 스프링에서 사망하였다. 사인은 교통사고이다.

## 영화
- 어페어 오브 수잔 (1945년)
- 돌아온 유인원 인간 (1944년)
- 이중 배상 (1944년)
- 마이 페이버릿 브론드 (1942년)
- 더 플릿츠 인 (1942년)